# The Feel of Neil Diamond
The Feel of Neil Diamond es el álbum de estudio debut del cantautor estadounidense Neil Diamond, publicado el 12 de agosto de 1966. Incluye las exitosas canciones "Solitary Man" (#55), "Cherry, Cherry" (#6) y "Oh No No" (#16), además de una versión de la canción "La bamba".

## Lista de canciones
| Lado A |                   |          |  |
| N.º    | Título            | Duración |  |
| 1.     | «Solitary Man»    | 2:32     |  |
| 2.     | «Red Rubber Ball» | 2:18     |  |
| 3.     | «La Bamba»        | 2:07     |  |
| 4.     | «Do It»           | 2:24     |  |
| 5.     | «Hanky Panky»     | 2:44     |  |
| 6.     | «Monday, Monday»  | 2:56     |  |

| Lado B |                     |          |  |
| N.º    | Título              | Duración |  |
| 1.     | «New Orleans»       | 2:24     |  |
| 2.     | «Someday Baby»      | 2:18     |  |
| 3.     | «Oh No No»          | 2:13     |  |
| 4.     | «I'll Come Running» | 2:55     |  |
| 5.     | «Love to Love»      | 2:18     |  |
| 6.     | «Cherry, Cherry»    | 2:42     |  |